# Andris Vaņins
Andris Vaņins (* 30. April 1980 in Ilūkste) ist ein lettischer ehemaliger Fußball-Torwart; er spielte bis von 2016 bis 2020 für den FC Zürich und fast einhundert Mal für die lettische Fußballnationalmannschaft.

## Karriere
Vaņins begann seine Karriere beim FK Ventspils, für den er erstmals 1998 in der Virslīga antrat. 2003 wechselte er zum russischen Verein FK Moskau, wo er aber nicht zum Einsatz kam. Nach einem Intermezzo beim FK Venta in Kuldīga kehrte er 2006 nach Ventspils zurück. Im Juni 2009 unterschrieb Vaņins einen Dreijahresvertrag beim FC Sion aus der Schweizer Super League. Im Dezember 2010 verlängerte er seinen Vertrag beim FC Sion bis Ende Juni 2015. In der Saison 2010/11 und 2014/15 gewann er mit den Wallisern den Schweizer Cup. Am 17. Juni 2016 unterschrieb er einen Dreijahresvertrag beim abgestiegenen FC Zürich. Mit dem FCZ kehrte er als Meister der Saison 2016/17 wieder in die oberste Spielklasse zurück. Danach amtete Vaņins beim FC Zürich als Kapitän, bis als von Yanick Brecher als Stammtorhüter verdrängt wurde. Anfang 2019 verlängerte er seinen Vertrag um eine Saison bis Sommer 2020. 2023 spielte er eine halbe Saison beim FC Dietikon. Er absolvierte fünf Spiele in der 2. Liga interregional.
Sein Debüt in der Nationalmannschaft gab Vaņins am 4. Februar 2000 bei einem Spiel gegen die Slowakei. Am 10. Oktober 2019 bestritt er bei der 0:3-Heimniederlage gegen Polen in der Qualifikation für die EM 2020 sein 100. Länderspiel.

## Erfolge
Mit dem FK Ventspils wurde Vaņins in den Jahren 2006 bis 2008 lettischer Fußballmeister. 2006 wurde er zum besten Torhüter der Virslīga gewählt. 2008, 2013, 2015, 2016 und 2017 wurde er Fußballer des Jahres in Lettland. In der Super League der Schweiz wurde Vaņins schon in seiner ersten Saison zum besten Torhüter und zum besten Spieler des FC Sion gekürt.